# Třída Dupuy de Lôme
Třída Dupuy de Lôme byla třída ponorek francouzského námořnictva. Celkem byly postaveny dvě jednotky této třídy. Francouzské námořnictvo je provozovalo v letech 1916–1935.

## Pozadí vzniku
Celkem byly postaveny dvě jednotky této třídy. Vyvinuty pod vedením M. Huttera na základě ponorky Archimède. Postavila je loděnice Arsenal de Toulon v Toulonu. Do služby byly přijaty roku 1916.
Jednotky třídy Dupuy de Lôme:
| Jméno                | Založení kýlu | Spuštěn        | Vstup do služby | Osud           |
| -------------------- | ------------- | -------------- | --------------- | -------------- |
| Dupuy de Lôme (Q105) | 1913          | 9, září 1915   | srpen 1916      | Vyřazena 1935. |
| Sané (Q106)          | 1913          | 27. ledna 1916 | srpen 1916      | Vyřazena 1935. |

## Konstrukce

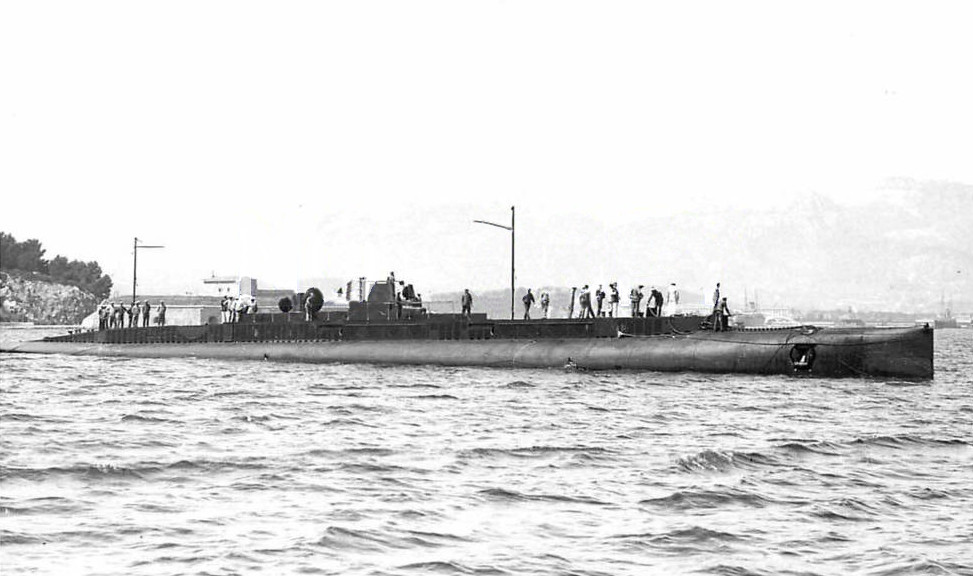
Sané (Q106) před modernizací

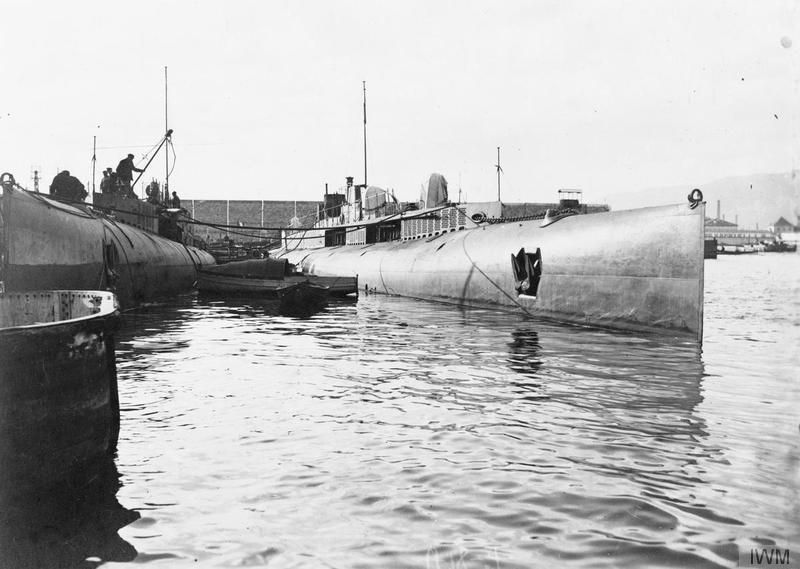
Ponorky Dupuy de Lôme a Sané v Toulonu

Ponorky nesly osm 450mm torpédometů se zásobou deseti torpéd. Dále nesly jeden 75mm kanón a jeden 47mm kanón. Pohonný systém tvořily dva kotle Du Temple a dva tříválcové parní stroje s trojnásobnou expanzí Delaunay-Belleville o výkonu 3500 hp pro plavbu na hladině a dva elektromotory o výkonu 1640 hp pro plavbu pod hladinou. Lodní šrouby byly dva. Nejvyšší rychlost dosahovala sedmnáct uzlů na hladině a jedenáct uzlů pod hladinou. Dosah byl 2350 námořních mil při rychlosti 10 uzlů na hladině a 120 námořních mil při rychlosti pět uzlů pod hladinou. Operační hloubka ponoru dosahovala 50 metrů.

### Modernizace
Po první světové válce obě ponorky prošly modernizací, při které kotle a parní stroje nahradily diesely pocházející z ukořistěných německých ponorek. Dupuy de Lôme dostala dva diesely Krupp o výkonu 2400 hp a Sané dva diesely Körting o stejném výkonu. Nejvyšší rychlost na hladině s nimi byla 15 uzlů. Přestavěna byla rovněž velitelská věž ponorek.